# Fiat S76
Fiat S76 (позже известный как Fiat 300 HP Record) — рекордный автомобиль, построенный компанией FIAT в 1911 году специально для установления мирового рекорда скорости. S76 имеет рядный 4-цилиндровый двигатель с рабочим объёмом 28353 см³, который способен развивать мощность 290 л. с. (213,3 кВт) при 1900 об/мин. Автомобиль получил прозвище «Туринское чудовище» (англ. The Beast of Turin).